# La nueva sombra
La nueva sombra es un relato inconcluso del legendarium del escritor británico J. R. R. Tolkien cronológicamente ubicado en la Cuarta Edad del Sol, cien años más tarde de los hechos narrados en El Señor de los Anillos. Tolkien lo comenzó en los años cincuenta, pero pronto lo abandonó. Volvió a retomarlo más tarde y en 1972 escribió lo siguiente en una carta dirigida a su amigo Douglas Carter:

No he escrito nada que vaya más allá de los primeros años de la Cuarta Edad (excepto el comienzo de un cuento que supuestamente se refiere al fin del reino de Eldarion unos 100 años después de la muerte de Aragorn. Luego descubrí, por supuesto, que la Paz del Rey no contendría cuentos dignos de contarse, y que sus guerras tendrían poco interés después del derrocamiento de Sauron, sino que casi con seguridad se produciría por entonces una cierta inquietud, consecuencia -según parece- del inevitable hastío que el bien produciría entre los Hombres: habría sociedades secretas que practicarían cultos oscuros y otros dedicados a los Orcos entre los adolescentes).

La historia comienza aproximadamente doscientos veinte años después de la Guerra del Anillo, durante el reinado de Eldarion. Aragorn había muerto de acuerdo a la tradición de sus antepasados y Arwen había ido a morir solitariamente a su antigua tierra. Los descendientes de Aragorn se habían convertido en reyes burócratas y algunos eran peores incluso que Denethor. El protagonista del relato se llama Borlas, de Gondor, hijo de Beregond y capitán de la Compañía Blanca. Diferentes rumores de que los jóvenes de Gondor están comenzando a jugar a ser Orcos, atacando árboles sin razón y haciendo cosas de orcos llegan al consternado Borlas. Pero su preocupación por un culto secreto, llamado el Árbol Oscuro, del que también se habla (y al que Tolkien se refiere como una especie de culto satánico, por lo que probablemente era un culto de Morgoth) y por la llegada de su nuevo líder, Herumor (que en élfico significa «Señor oscuro») es aún mayor. Tras esta introducción a los hechos, comienza a desarrollarse la primera trama, en la que Borlas es invitado por Saelon, un antiguo conocido, a participar de una reunión secreta (posiblemente de Herumor). Borlas presiente un antiguo mal muy cerca.
Tras estas primeras páginas, Tolkien decidió que la historia no podría alcanzar la magia de El Señor de los Anillos y la abandonó. Los primeros esbozos de este relato fueron publicados por Christopher Tolkien en Los pueblos de la Tierra Media.